# 山岡由依
山岡 由依（やまおか ゆい、1983年12月1日 - ）は、日本のタレント。学位は学士（聖心女子大学）。

## 来歴
東京都出身。聖心女子大学を卒業した。在学中からモデルとして活動しており、坊農さやかや尾澤直美らとともに「Miss CampusPark Model 2005 Winter Collection」などに選ばれた。また、かつてはA-teamに所属していた。

## 人物
趣味はフラワーアレンジメント、人の誕生日を覚えること。血液型はB型。

## 出演作品

### テレビ
- カイブツ（NTV、2007年10月 - 2008年3月）
- 加藤夏希のトレンドアイズ（BS日テレ、2008年4月 - ）
- efzone（スカパー）

### CM
- BizNEXT（フリーペーパー）